# Konthanur, Sindhnur
Konthanur là một làng thuộc tehsil Sindhnur, huyện Raichur, bang Karnataka, Ấn Độ.